# Helga Seidlerová
Helga Seidlerová (* 5. srpna 1949, Olbernhau) je bývalá východoněmecká atletka, sprinterka.
Na LOH 1972 vyhrála s svými spoluzávodnicemi Dagmar Käslingovou, Ritou Kühneová, Helgou Seidlerovou a monikou Zehrtovou zlatou medaili na 4 × 400 m.